# Maarten Maartenshuis
Het Maarten Maartenshuis is een in 1902 op de Zonheuvel gebouwde buitenplaats in de Nederlandse plaats Doorn (provincie Utrecht).
Rond 1900 werden langs de Utrechtse Heuvelrug veel buitenplaatsen gebouwd. Een daarvan is het Maarten Maartenshuis. Het dankt zijn naam aan het pseudoniem van de bouwer en eerste bewoner. De schrijver Maarten Maartens, die in werkelijkheid Van Der Poorten Schwartz heette, kocht de grond in 1884, maar woonde vele jaren in het buitenland. Hij liet pas in 1902 het huis bouwen en woonde er vanaf 1903 tot aan zijn dood in 1915 met zijn vrouw, Anna, en zijn dochter, Ada. Het huis heette oorspronkelijk 'Zonheuvel'; dochter Ada doopte het om in Maarten Maartenshuis na de dood van haar ouders. Het landgoed waarop het staat bleef Zonheuvel heten.
Het Maarten Maartenshuis werd gebouwd naast het al bestaande kleinere poortgebouw, dat dateert van omstreeks 1840. De achterzijde van het huis is naar de weg gericht, met daartussen een tuin in Franse stijl, zoals in Versailles. Het poortgebouw werd bewoond door de butler en had daarnaast een functie als stal annex koetshuis. 
In de jaren 1920, na het overlijden van Anna, richtte Ada de Stichting Zonheuvel op. De stichting gaf het huis een functie als conferentieoord en centrum voor jeugdwerk. In de Tweede Wereldoorlog was er een noodhospitaal gevestigd. Ada overleed in dit hospitaal in 1944. In 1974 werd het landgoed Zonheuvel met het Maarten Maartenshuis door de stichting Slotemaker de Bruïne Instituut gekocht. Enkele vertrekken, waaronder de bibliotheek, zijn in de staat gelaten waarin ze waren toen ‘Maarten Maartens’ nog leefde. Het interieur bevat nog veel bijzondere stukken, zoals een landkaart uit 1696 van Bernard Du Roy.
Huis en poortgebouw worden gebruikt voor conferenties en vergaderingen. Er werd in later tijd ook een hotel op het landgoed gebouwd.
In 2023 en 2024 fungeerde het gebouw als het Grote Pietenhuis van het Sinterklaasjournaal waarin Sinterklaas en zijn Pieten verbleven tijdens de Sinterklaastijd.